# Ukrajina na Zimních olympijských hrách 1994
Ukrajina na Zimních olympijských hrách 1994 v Lillehammeru reprezentovalo 37 sportovců, z toho 20 mužů a 17 žen. Nejmladším účastníkem byla Olena Belusovska (13 let, 98 dní), nejstarším pak Taras Dolnyj (34 let, 251 dní). Reprezentanti vybojovali 1 zlatou a 1 bronzovou medaili.

## Medailisté
| Medaile | Jméno                    | Sport         | Disciplína         |
| ------- | ------------------------ | ------------- | ------------------ |
| Zlato   | Oksana Bajulová          | Krasobruslení | Ženy jednotlivci   |
| Bronz   | Valentyna Čerbe-Nesinová | Biatlon       | Ženy sprint 7,5 km |